# Formiate de méthyle
Le formiate de méthyle ou méthanoate de méthyle est l'ester de l'acide formique (acide méthanoïque) avec le méthanol et de formule semi-développée HCOOCH3, utilisé comme solvant pour le nitrate de cellulose, l'acétate de cellulose, les huiles et les acides gras.
La présence de formiate de méthyle a été détectée dans le milieu interstellaire et également dans le nuage de Magellan, c'est-à-dire en dehors de la Voie lactée.